# 漢普頓鎮區 (密歇根州)
漢普頓鎮區（英語：Hampton Township）是位於美國密歇根州貝縣的一個特設鎮區。

## 地方資料
漢普頓鎮區的面積為84.20平方千米，當中陸地面積為70.10平方千米，而水域面積為14.10平方千米。根據2020年美國人口普查的數據，當地共有人口9695人，而人口密度為每平方千米115.14人。